# 香西元成
香西 元成（こうざい もとなり）は、戦国時代の武将。細川氏の家臣。讃岐国勝賀城主。
細川氏の忠実な家臣で、天文16年（1547年）の舎利寺の戦いに参戦、内藤氏や三宅氏と共に軍を率いて功績を挙げた。天文18年（1549年）の江口の戦いにおいては摂津国三宅城を守り三好政長を救援して三好長慶と戦ったが、政長は敗死し、主君の細川晴元も長慶に京から近江国へ追われることになる。それからは三好政長の子の宗渭・為三兄弟と行動を共にして丹波国を拠点に長慶への抵抗を始め、天文20年（1551年）3月に宗渭と共に丹波から下向して京都を襲撃、一旦引き上げた後7月に再び入京して相国寺へ立て籠もるが、長慶が派遣した松永久秀・長頼兄弟に敗れ逃亡した（相国寺の戦い）。
天文22年（1553年）、室町幕府13代将軍・足利義輝が細川晴元支持を表明すると7月に京都へ進み義輝・晴元と合流、8月に霊山城が落とされ義輝らが近江へ逃れた後も反長慶の姿勢を崩さず、9月に三好宗渭・波多野元秀と組んで丹波守護代・内藤国貞を討ち取り八木城を奪ったが、松永長頼に奪い返された。播磨国国人の明石氏と結託したが、こちらも天文24年（1555年）に長慶に降伏、かえって長慶の勢力拡大に繋がった。その後も長慶に徹底して対立・抵抗したが、永禄3年（1560年）、山城国炭山城で三好氏と戦い討死した。
三好宗渭、為三らと共に織田信長と戦い、元亀元年（1570年）の野田・福島の戦いで降伏した後、再び本願寺に味方して天正3年（1575年）に堺の近辺の新堀の出城に籠城して織田軍に捕えられ誅殺された「香西越後守」は、名乗りから考えて元成の後継者と考えられるが、その素性は明らかでない。